# Laurie Taylor
Pour les articles homonymes, voir Taylor.
Laurie Taylor, né le 10 février 1996 à Basingstoke, est un skieur alpin britannique, spécialiste de slalom.

## Biographie
Il découvre le ski à l'âge de six ans, puis commence à s'entraîner à l'âge sur les pentes sèches d'Aldershot, avant de rejoindre la British Ski Academy, basée aux Houches en France. Il déménage plus tard à Queenstown en Nouvelle-Zélande.
Il dispute ses premières courses officielles en 2012, puis obtient sa première sélection en équipe nationale pour le Festival olympique de la jeunesse européenne en 2013 à Brasov. Il doit attendre 2016 pour l'emporter avec un succès sur une course « Citizen », avec son meilleur score FIS jusque là.
En 2016-2017, progressant encore, il est sélectionné pour les Championnats du monde élite à Saint-Moritz (40e du slalom géant et 33e du slalom), sa première manche de Coupe du monde ainsi que pour ses seuls championnats du monde junior à Åre (19e du slalom géant).
En 2017-2018, il marque ses premiers points en Coupe d'Europe (top 30), gagne sa première manche dans la Far East Cup, mais surtout honore sa première sélection aux Jeux olympiques à Pyeongchang, où pour sa seule course, le slalom, il parvient à rejoindre l'arrivée pour une 26e place finale.
Lors de l'hiver 2018-2019, il prend part entièrement a la Coupe du monde dans la spécialité du slalom, sans accrocher de résultat. De même, aux Championnats du monde, il échoue à finir son slalom. Il signe un top vingt dans la Coupe d'Europe dans un slalom à Gstaad (12e). Le 26 janvier 2020, le Britannique atteint enfin la deuxième manche d'un slalom en Coupe du monde et termine 24e, ce qui lui attribue des points pour le classement général.
En 2020-2021, s'il n'est pas en réussite en Coupe du monde et aux Championnats du monde (abandon en slalom et éliminé en qualification du parallèle), il a remporté sa première manche dans la Coupe d'Europe en slalom à Val Cenis, station où habite ses parents.

## Palmarès

### Jeux olympiques
| Épreuve / Édition | Pyeongchang 2018 |
| Slalom            | 26e              |
| Par équipes       | 1/4 finale       |

### Championnats du monde
| Épreuve / Édition | Saint-Moritz 2017                | Åre 2019                         | Cortina d'Ampezzo 2021 |
| Slalom géant      | 40e                              | -                                | -                      |
| Slalom            | 33e                              | Abandon                          | Abandon                |
| Parallèle         | Épreuve inexistante à cette date | Épreuve inexistante à cette date | NQ                     |
| Par équipes       | -                                | 1/8 finale                       | -                      |

Légende :
- NQ : non qualifié pour la phase finale

### Coupe du monde
- Meilleur classement général : 149e en 2020.
- Meilleur résultat : 24e.

#### Classements par saison
| Saison / Épreuve | Saison / Épreuve | Général | Général | Descente | Descente | Super G | Super G | Slalom géant | Slalom géant | Slalom | Slalom | Combiné | Combiné |
| ---------------- | ---------------- | ------- | ------- | -------- | -------- | ------- | ------- | ------------ | ------------ | ------ | ------ | ------- | ------- |
| Saison / Épreuve | Saison / Épreuve | Class.  | Points  | Class.   | Points   | Class.  | Points  | Class.       | Points       | Class. | Points | Class.  | Points  |
| 2020             | 2020             | 149e    | 26      | -        | -        | -       | -       | -            | -            | 56e    | 7      | -       | -       |

### Coupe d'Europe
- 7e du classement du slalom en 2021.
- 2 podiums, dont 1 victoire (en slalom).